# Kazimierz Jan Frąckiewicz Radzimiński (zm. 1694)
Kazimierz Jan Frąckiewicz na Radziminie Radzimiński herbu Brodzic (ur. 1 marca 1638 w Wilnie, zm. 23 sierpnia 1694 roku) – podskarbi nadworny litewski od 1689, podkomorzy lidzki w 1674 roku, marszałek Trybunału Głównego Wielkiego Księstwa Litewskiego w 1682, 1688 i 1693 roku, starosta krewski, starosta lidzki w 1678/1679 roku.
W 1674 roku był elektorem Jana III Sobieskiego z powiatu lidzkiego. Poseł sejmiku lidzkiego na sejm 1678/1679 roku i sejm 1685 roku. W 1690 przyczynił się do wstrzymania obrad sejmu. Był fundatorem klasztoru karmelitów w swych dobrach żołudkowskich i klasztoru bazylianów w Uszaczy.
Fragment z kroniki rodzinnej:
Roku 1636 miesiąca awgusta dnia 9 wziołem w stan małżeński jeymść Pannę Klonowską Stolnikównę Połocką w Wilnie. Błogosław Boże w Troycy jedyny nam wszystkim.
Michał Frąckiewicz Radzymiński Stolnik Połocki Laus Deo.
Z łaski Naywyższego w Wilnie w Gospodzie Urudzianskiego urodziła mi żona syna dnia l marca w nocy prędko przed godziną 9 roku 1638, na zayutrz po pełni pod znakiem Panny. A iż uroczystość świętego Kazimierza przypadła we czwartek, on się urodził w poniedziałek, przeto mu na imię Kazimierz dano.